# Jurij Mielniczenko
Jurij Wasiljewicz Mielniczenko (ros. Юрий Васильевич Мельниченко; ur. 5 czerwca 1972 w Dżalalabadzie) – kazachski zapaśnik w stylu klasycznym. Dwukrotny olimpijczyk. Złoty medalista Igrzysk w Atlancie 1996 w kategorii 57 kg. Dziewiętnasty w Sydney 2000 w kategorii 56 kg.
Pięciokrotny uczestnik Mistrzostw Świata, cztery razy stawał na podium a dwukrotnie w 1994 i 1997 roku sięgał po złoto. Złoty medal Igrzysk Azjatyckich w 1994 roku. Trzykrotny medalista Mistrzostw Azji, złoty w 1996 i 1997. Najlepszy zawodnik Igrzysk Wschodniej Azji z 1997. Trzeci w Pucharze Świata w 1995 roku.